# Nawozy wieloskładnikowe
Nawozy wieloskładnikowe – nawozy mineralne zawierające dwa lub więcej pierwszoplanowych składników pokarmowych (azot, fosfor, potas) roślin.
Rozróżnia się nawozy wieloskładnikowe mieszane, czyli takie, które otrzymuje się przez mechaniczne mieszanie składników (np. superfosfatu z siarczanem amonu) oraz takie, które otrzymuje się w reakcjach chemicznych (np. fosforany amonowe). Fosforany amonowe zazwyczaj miesza się z solami potasowymi (np. chlorek potasu), otrzymując z nawozu dwuskładnikowego (NP) nawóz trójskładnikowy (NPK).
Stosowanie nawozów wieloskładnikowych zmniejsza pracochłonność, gdyż pozwala na mniejszą liczbę zabiegów nawożenia.